# Vélodrome de Bretagne
Le Vélodrome de Bretagne est un vélodrome couvert situé à Loudéac, dans le département français des Côtes-d'Armor, ouvert et inauguré en 2023.
L'infrastructure résulte d'une initiative de Loudéac Communauté − Bretagne Centre, qui en assure la gestion. L'activité cycliste du site est animé par le comité de Bretagne de cyclisme.

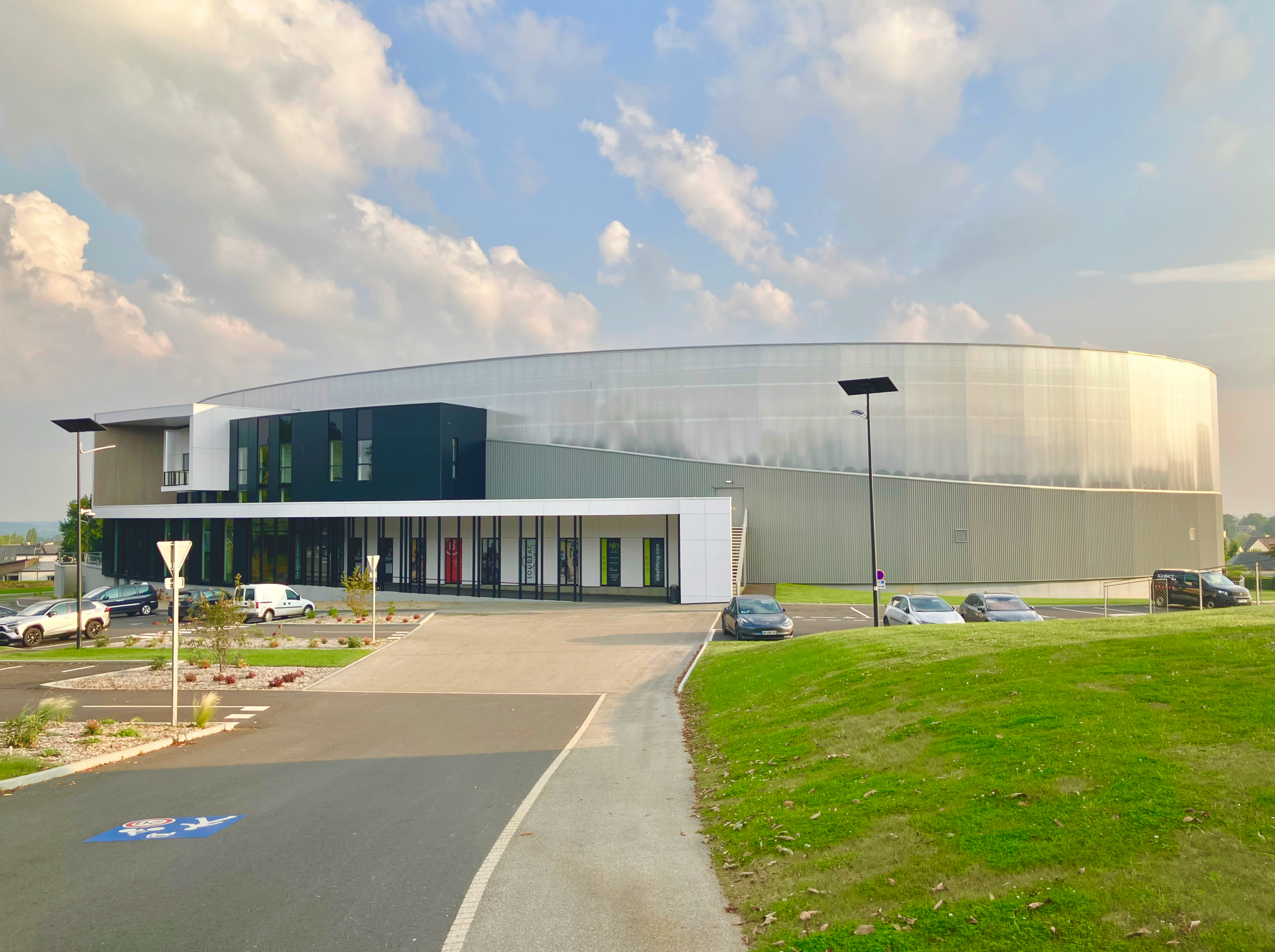
Vue générale du vélodrome.

## Histoire
Le projet de construction d'un vélodrome couvert en Bretagne existait depuis 1997. Il a été relancé une première fois en 2009 puis une seconde fois en 2013 lors du transfert du siège du Comité de Bretagne de Saint-Brieuc à Loudéac. Il a finalement été définitivement validé en ouverture du conseil communautaire de Loudéac Communauté - Bretagne Centre le mardi 14 décembre 2021, soit quelques semaines seulement avant le début des travaux.
La construction du Vélodrome de Bretagne débute en janvier 2022. La première latte de la piste est posée au millimètre à la mi-mai 2023. La piste est construite avec du pin sylvestre qui a poussé au nord de la Suède près du cercle polaire de manière à avoir une croissance lente et une densité de plus de 500 kilogramme du mètre cube. Le chantier s'achève en septembre 2023,,,,. Juste après la fin des travaux, le vélodrome ouvre aux sportifs dès le 19 septembre 2023. Son inauguration officielle a lieu le 1er décembre 2023,,,,. C'est le 7e vélodrome couvert en France.
La piste du vélodrome porte le nom d'Henri Caresmel. Celui-ci est né en 1912 et est à l'origine du
Vélo Club de Loudéac, anciennement le VCL 38. Il en devient le président en 1945. Passionné de cyclisme, il parvient à trouver les fonds nécessaires au financement des travaux de bitumage de l'ancien vélodrome de Loudéac. Au début des années 1970, il milite également pour que le Comité de Bretagne de cyclisme, qui est aujourd'hui le deuxième plus gros comité de France avec 11 200 licenciés, établisse son siège en Centre-Bretagne. Un vœu qui sera exaucé une quarantaine d'années plus tard. En 2023, afin de lui rendre hommage, les élus de Loudéac communauté décident de nommer la piste du Vélodrome de Bretagne « Piste Henri-CARESMEL » au regard de son engagement pour le cyclisme sur le territoire.
La première compétition officielle a lieu au vélodrome de Bretagne en janvier 2024.

## Structures
Le vélodrome dispose des équipements suivants :

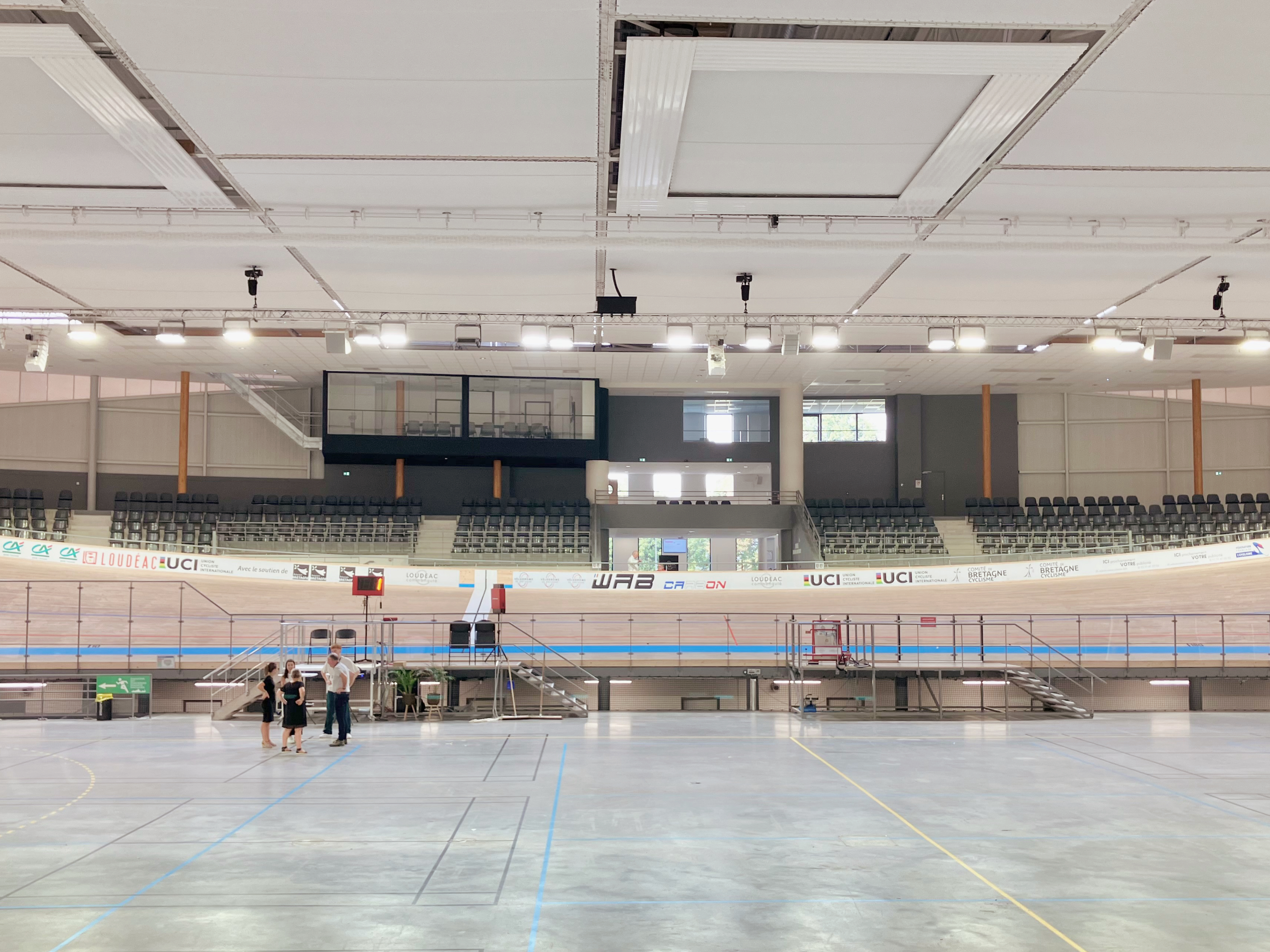
La piste Henri Caresmel : la cabine d’arbitrage est juste au-dessus des gradins et de la ligne de départ/arrivée, avec une vue imprenable sur les coureurs.

- Une piste de cyclisme sur piste d'une longueur de 200 m, de 6,5 m de large avec des virages inclinés à 46°. Bâtie sur une charpente construite en pin sylvestre de Suède, elle est composée de tasseaux de bois de section carrée de 4 cm de côtés, dont le cumul atteint 45 km. Élément central du vélodrome, cette piste permet aux cyclistes d'atteindre une vitesse autour de 75 km/h. Elle répond aux normes internationales pour la pratique du cyclisme sur piste.
- Une aire centrale de 1 000 m2 pouvant accueillir des compétitions sportives et des événements d'envergure (Salons, expositions, séminaires, conférences, concerts, réunions …).
- Une régie avec vue imprenable sur la piste[17].
- Des salles techniques : une salle de stockage des vélos, une salle de musculation, une salle de massage, une salle de récupération dotée d'une cabine pour de la cryothérapie[17].
- Une salle séminaire de 70m2 avec vue sur la piste Henri Caresmel
- Une salle de réunion de 40m2 situé au rendez-de-chaussé

L'entrée du vélodrome
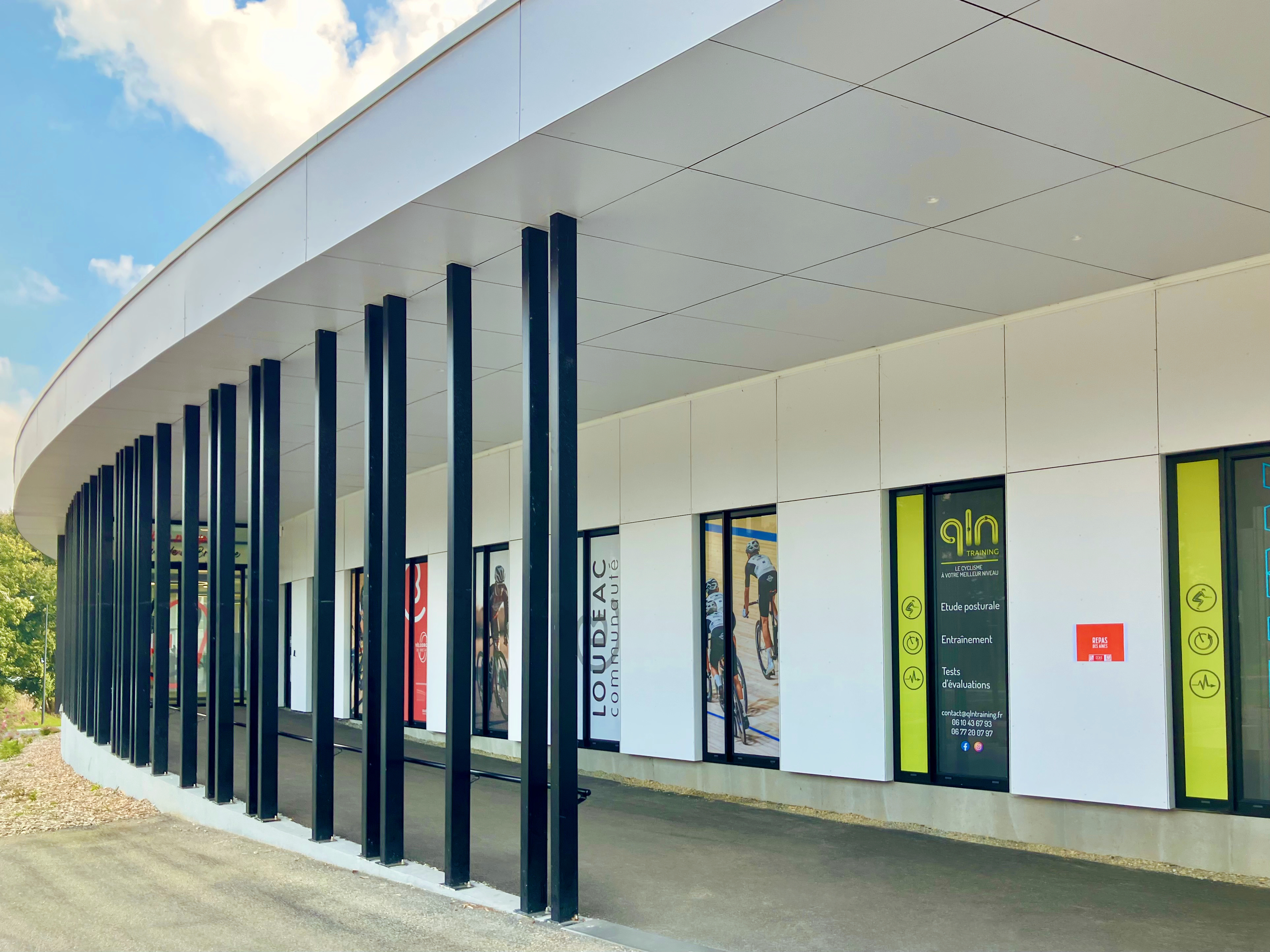
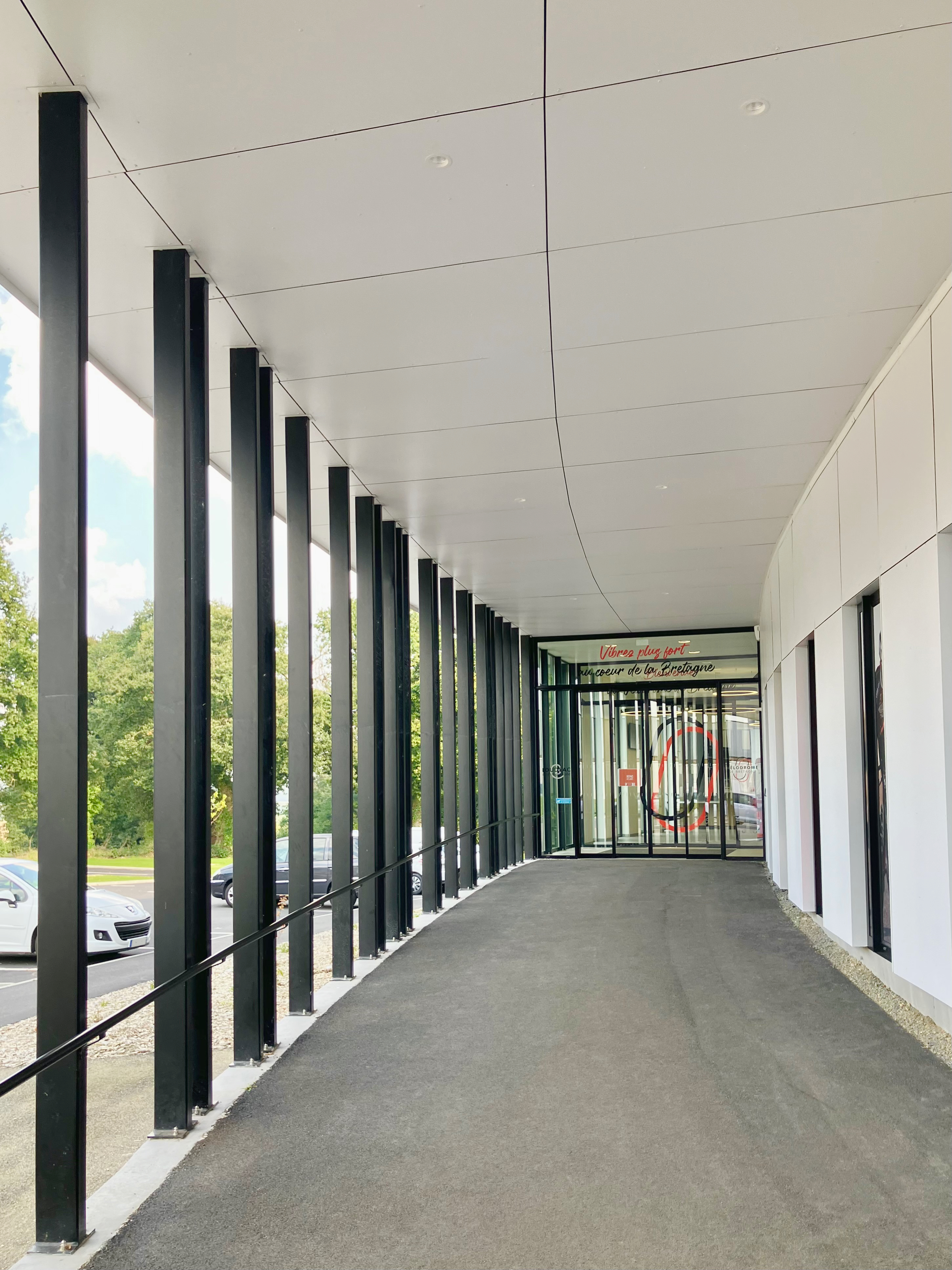
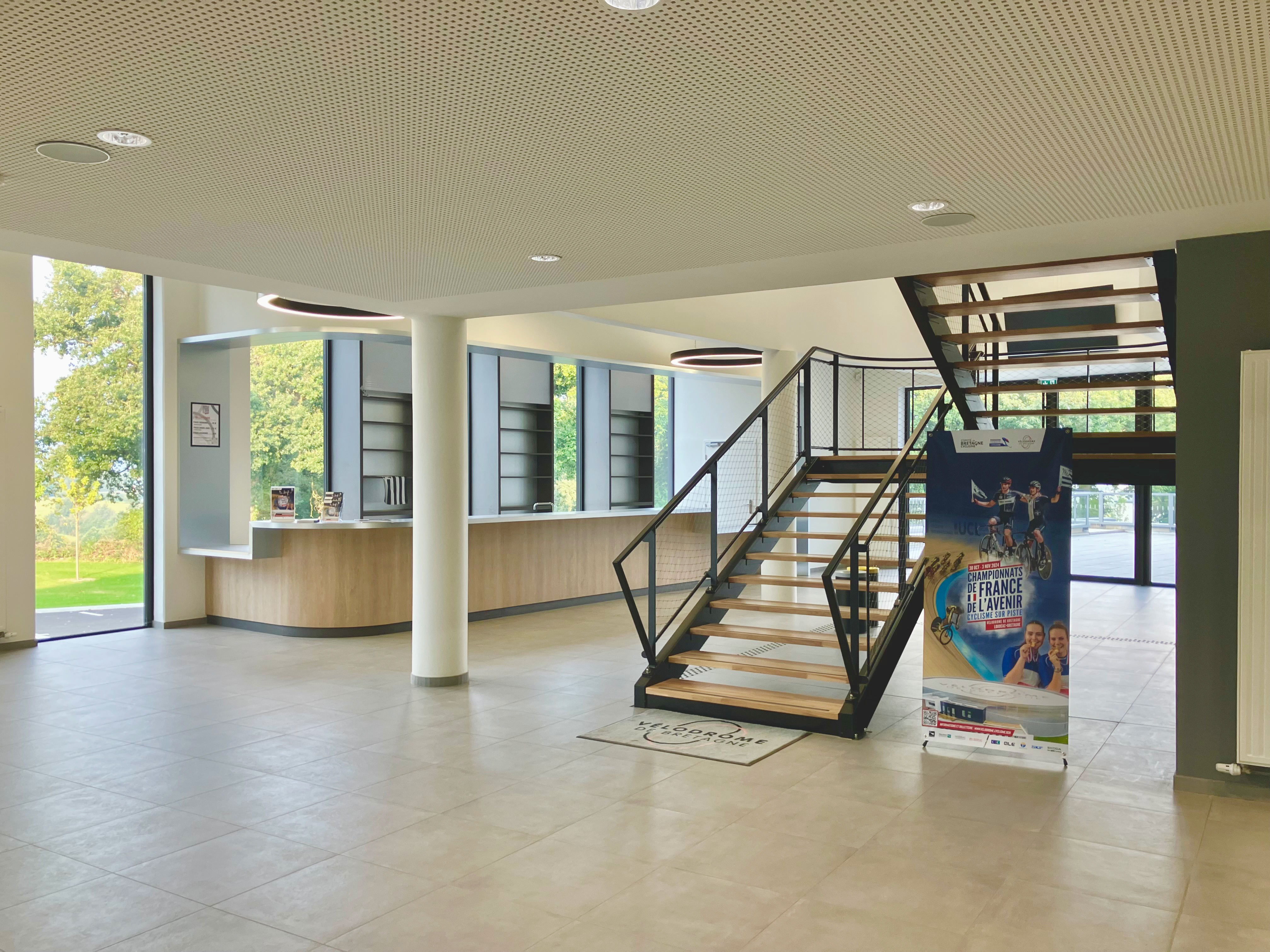
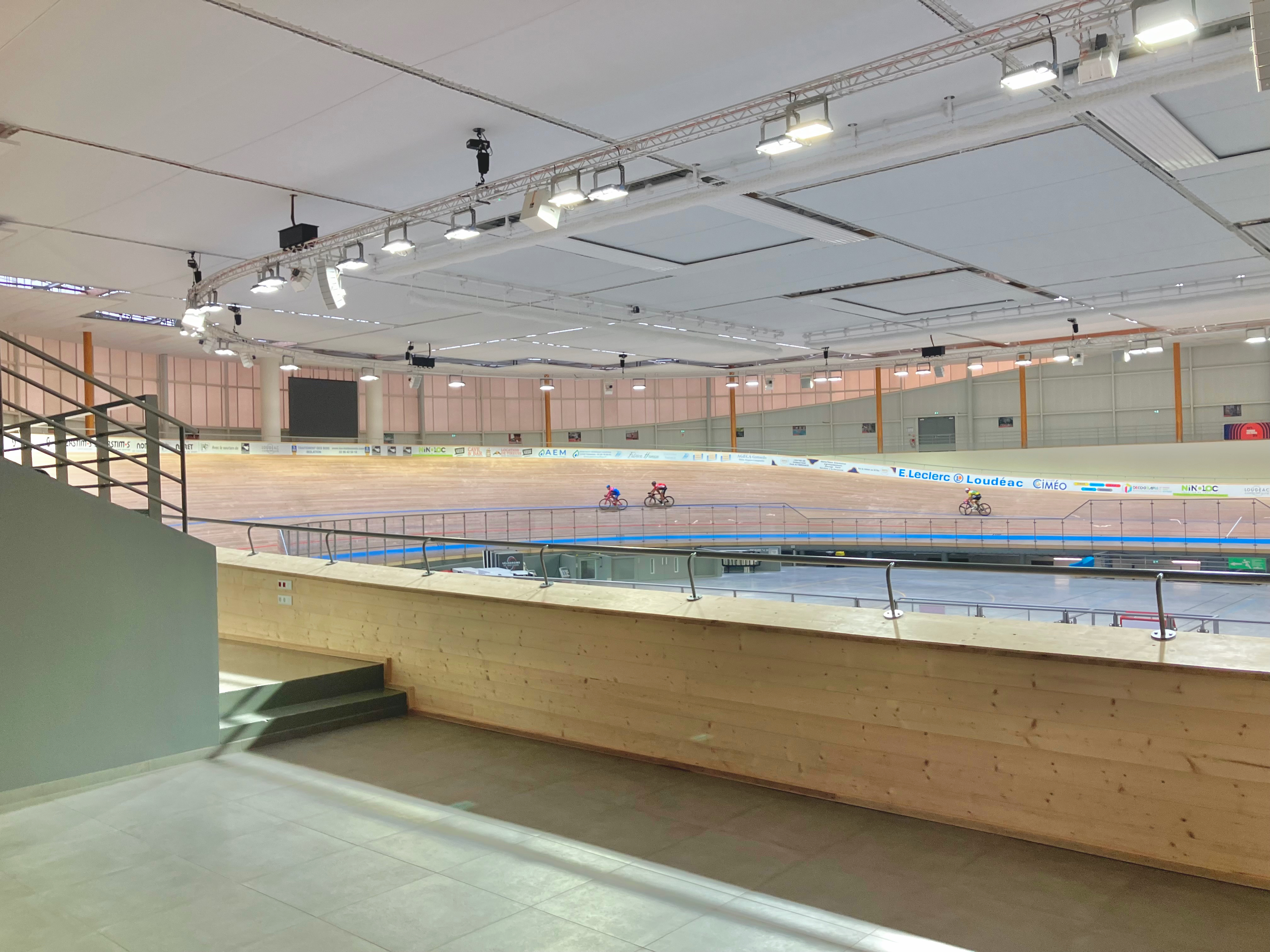

Les gradins du vélodrome
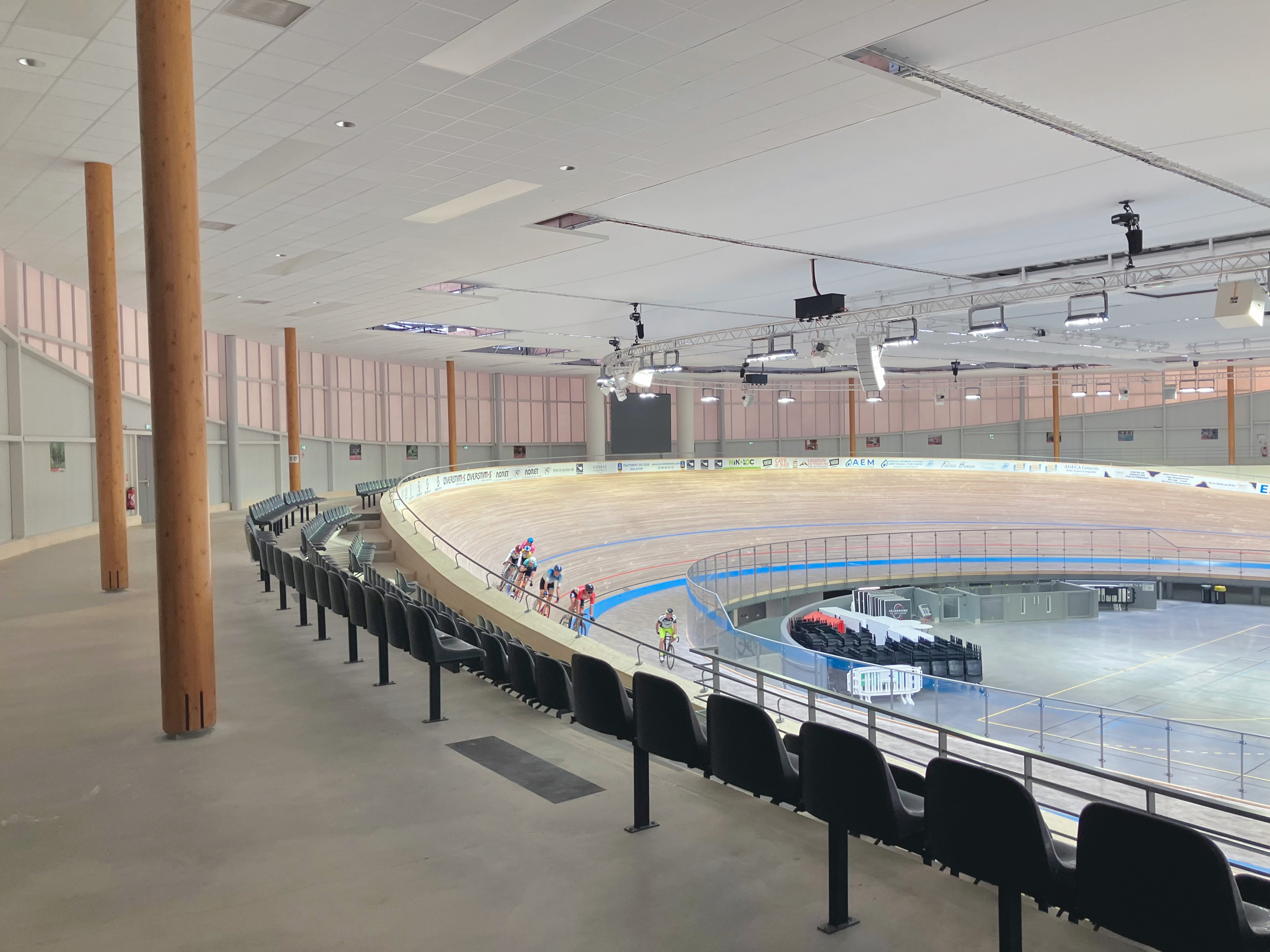
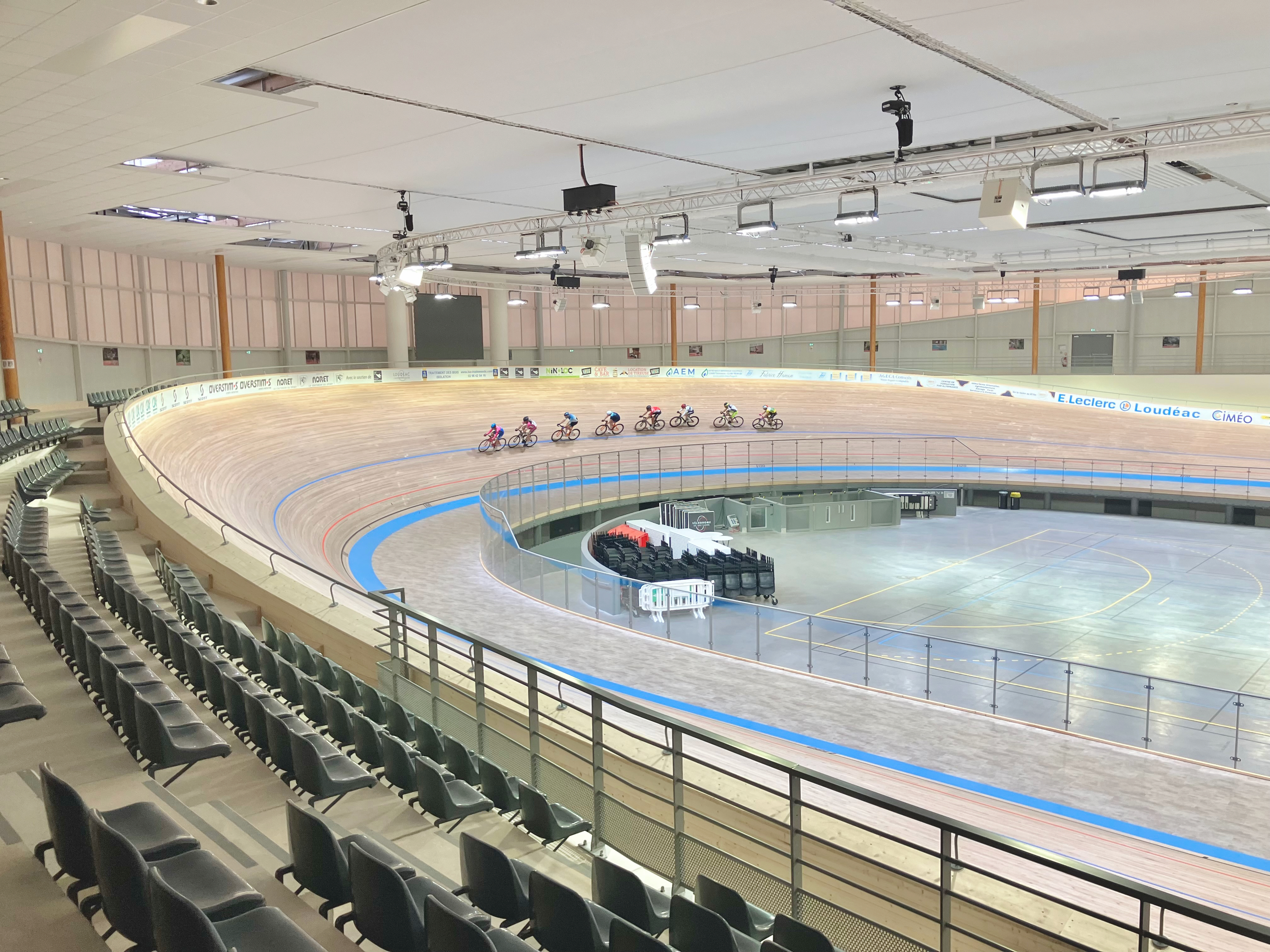
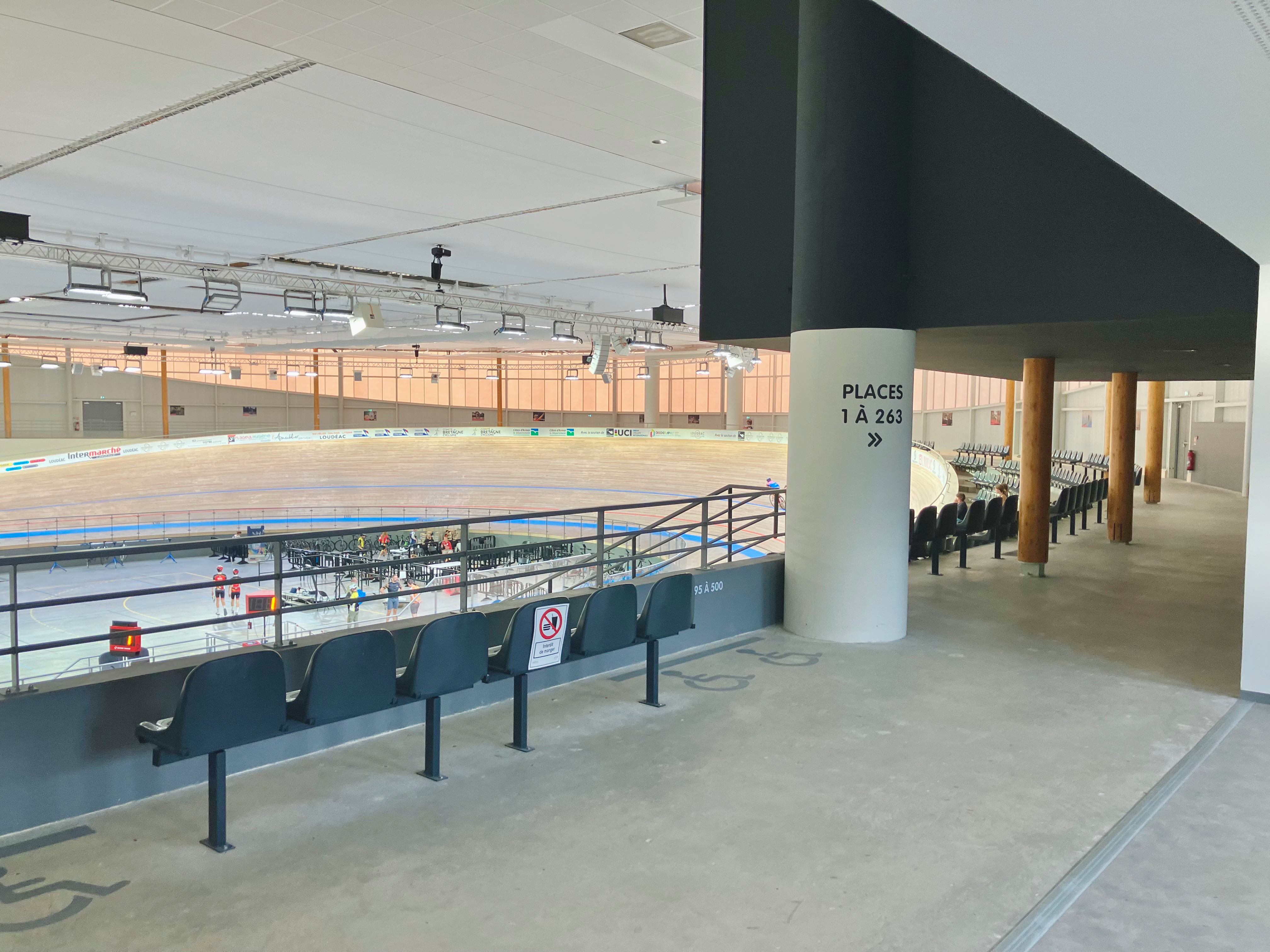
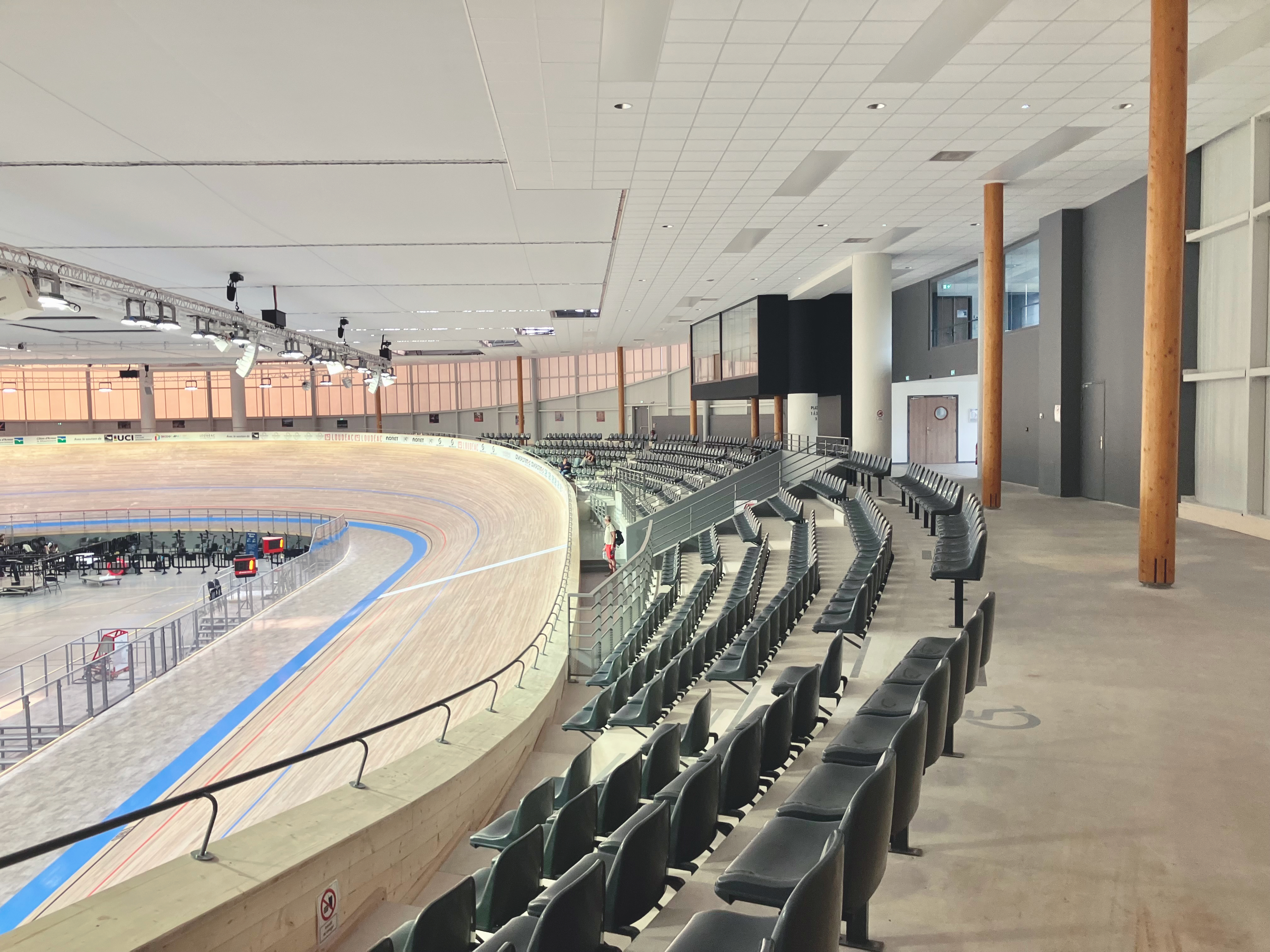

La piste Henri Caresmel
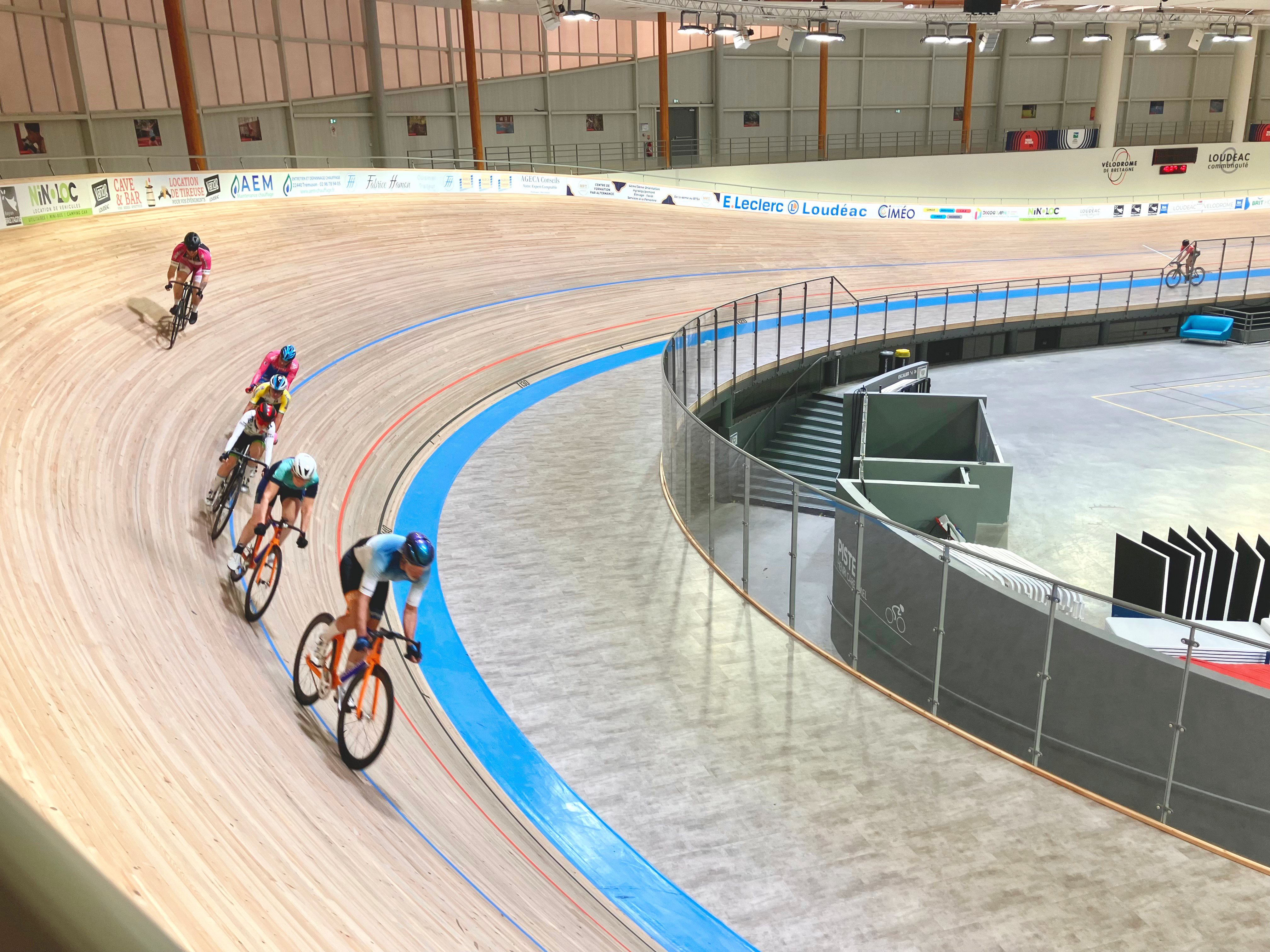
La piste Henri Caresmel du vélodrome mesure 200 mètres au niveau de ligne noire juste au-dessus de la bande bleue, la « Côte d'Azur », au pied de la piste.
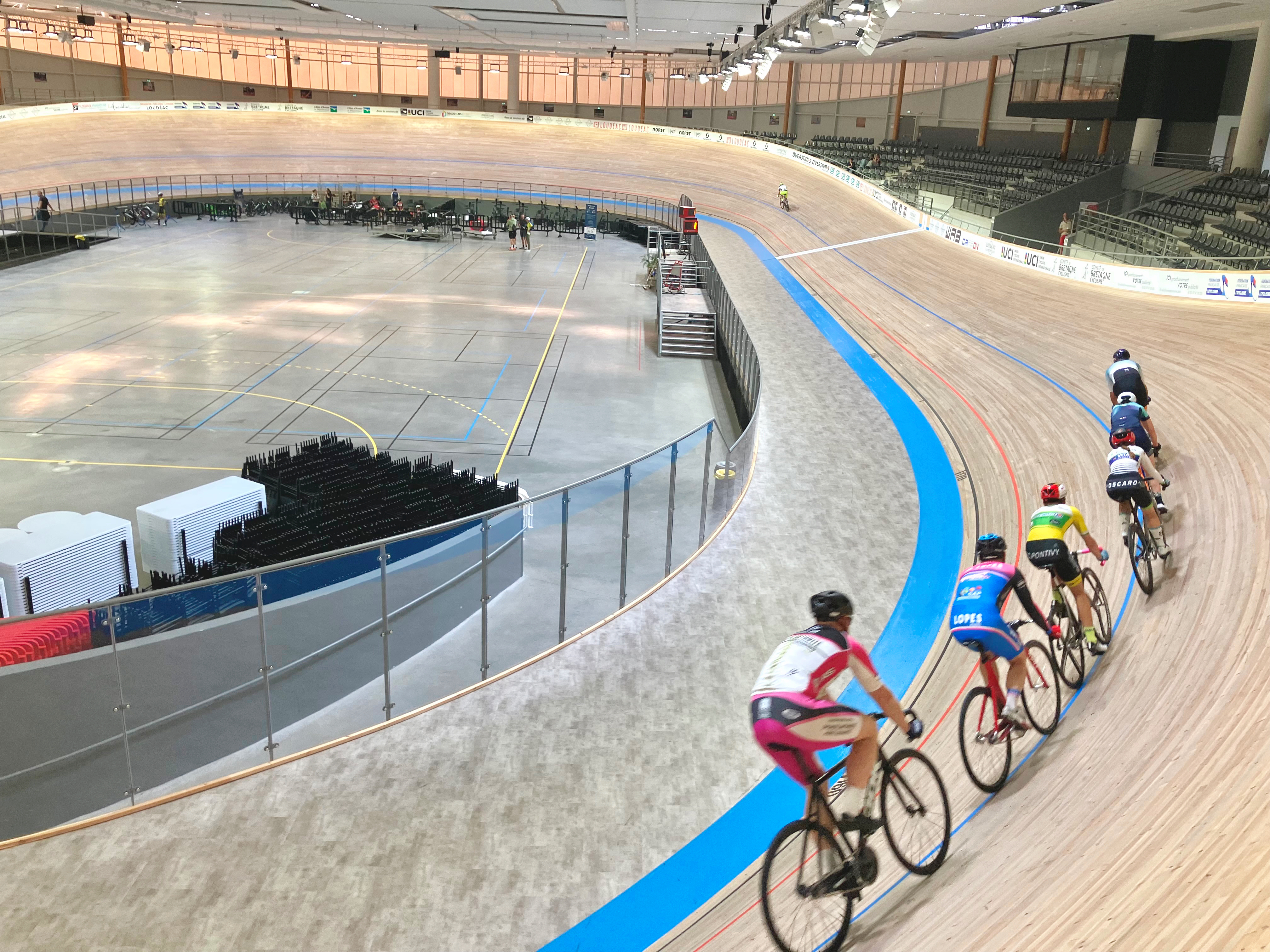
Cette piste en pin sylvestre de Suède…
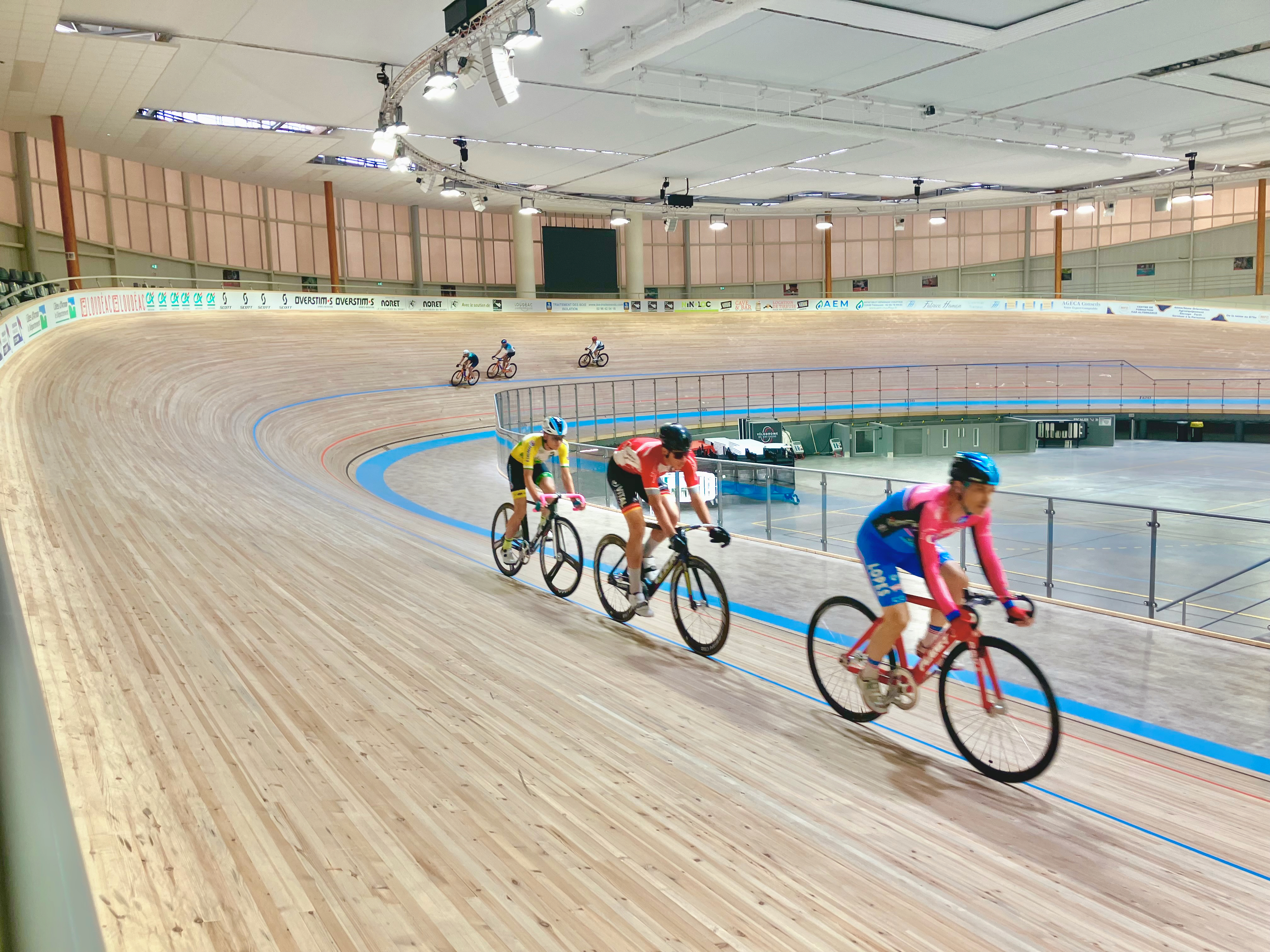
… offre un véritable spectacle au public avec ses virages à 46 degrés …
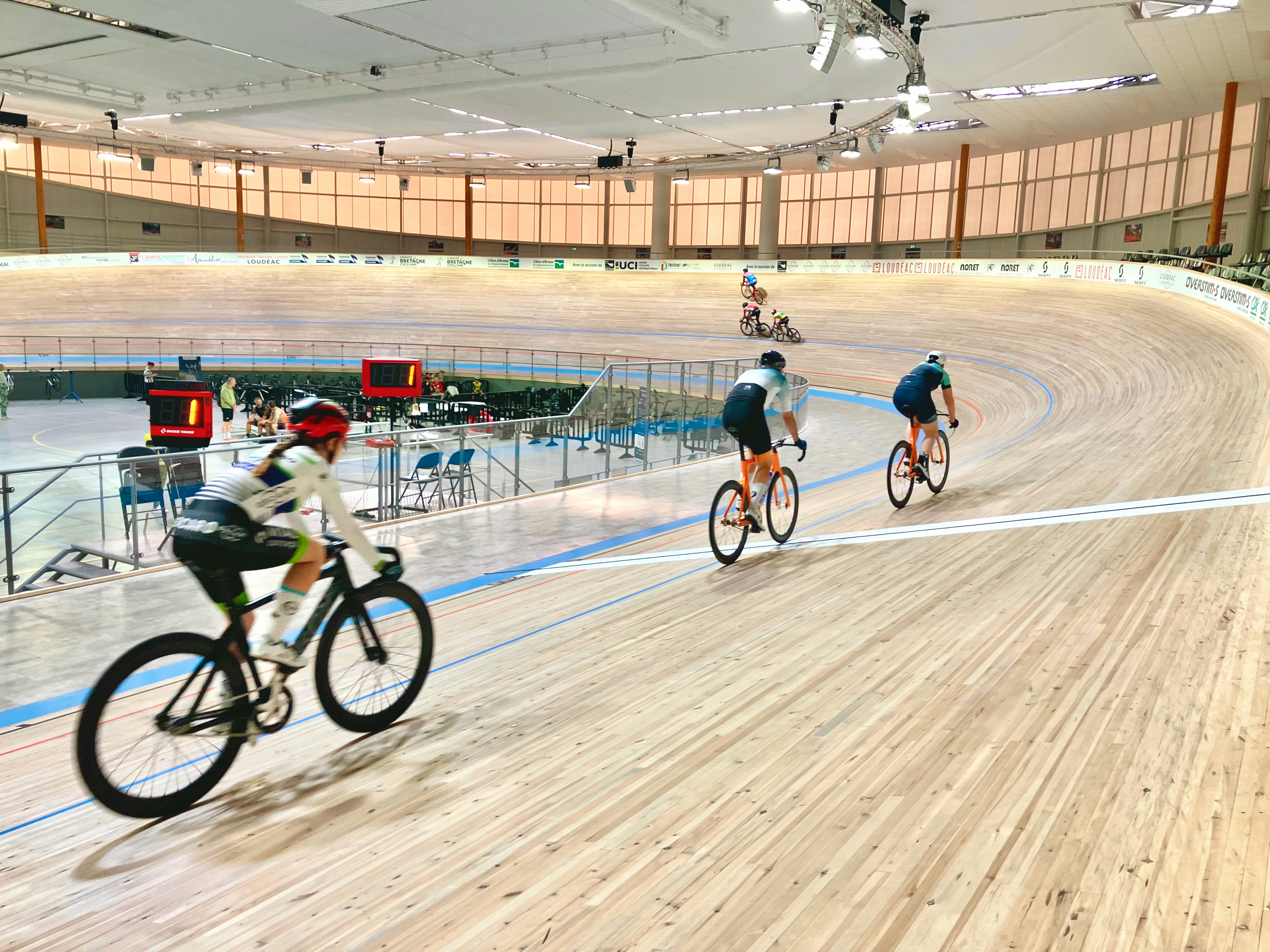
… et ses lignes droites, permettant aux cyclistes d'atteindre une vitesse autour de 75 km/h.
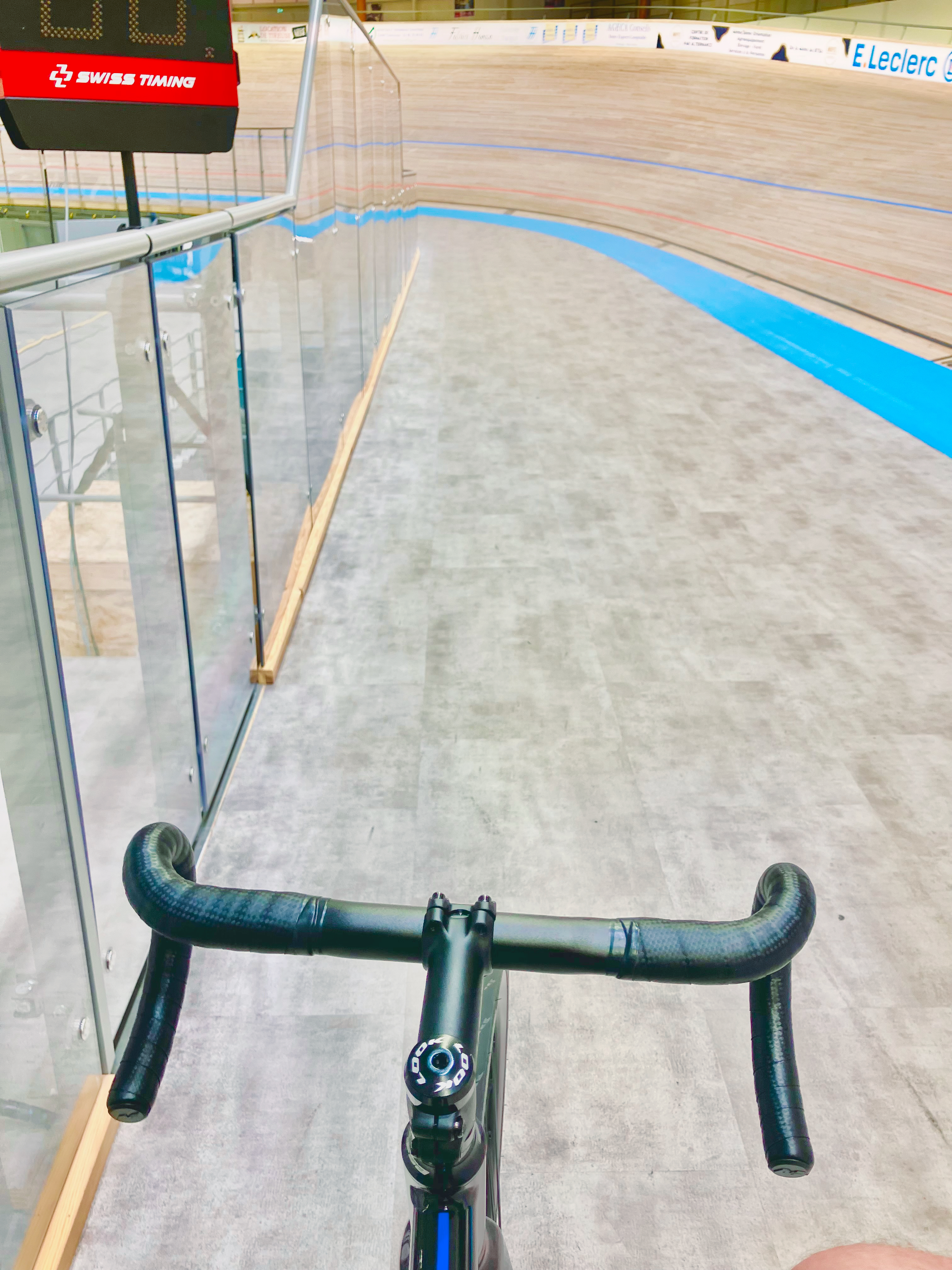
La zone de sécurité à l’intérieur de la « Côte d’Azur ».

## Compétitions accueillies
Dès la rentrée de septembre 2023, le comité de Bretagne de cyclisme ouvre un pôle espoir dédié à la piste pour les coureurs U17 et U19 au sein de ce nouvel équipement,.
La première compétition au Vélodrome de Bretagne a lieu en janvier 2024 : un omnium organisé par l'EC Pays de Guichen. Il accueille en avril 2024, une première compétition nationale, une manche de la Coupe de France Fenioux Avenir Piste.
En 2024, il est désigné comme centre de préparation pour les sélections étrangères, notamment celle de Hong Kong China, aux Jeux Olympiques de Paris.
Du 30 octobre au 3 novembre 2024, le Vélodrome de Bretagne accueille les championnats de France piste de l'Avenir. Du 3 au 5 janvier 2025, c'est au tour des championnats de France piste Elites d'avoir lieu sur la piste Henri Caresmel.

## Activités cyclistes

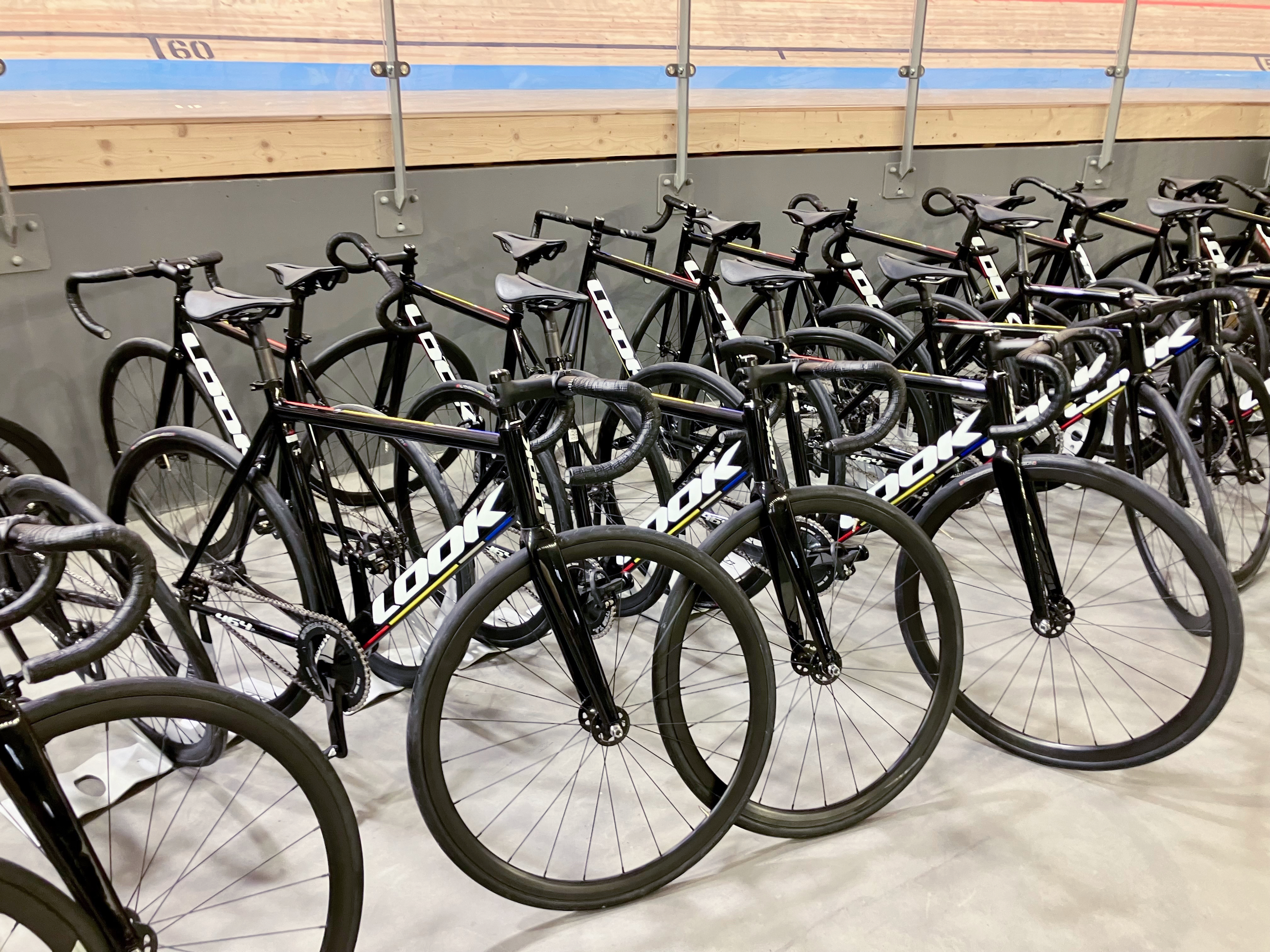
Vélos à pignon fixe de la marque française Look prêtés par le vélodrome de Bretagne à ses clients pour les baptêmes de piste. Ils sont dépourvus de freins et leur axe de pédalier est plus haut de 2 cm par rapport à celui des vélos de route. Le nombre de dents au plateau est de 49 pour 11 au pignon, soit un développent de 9,35 mètres.

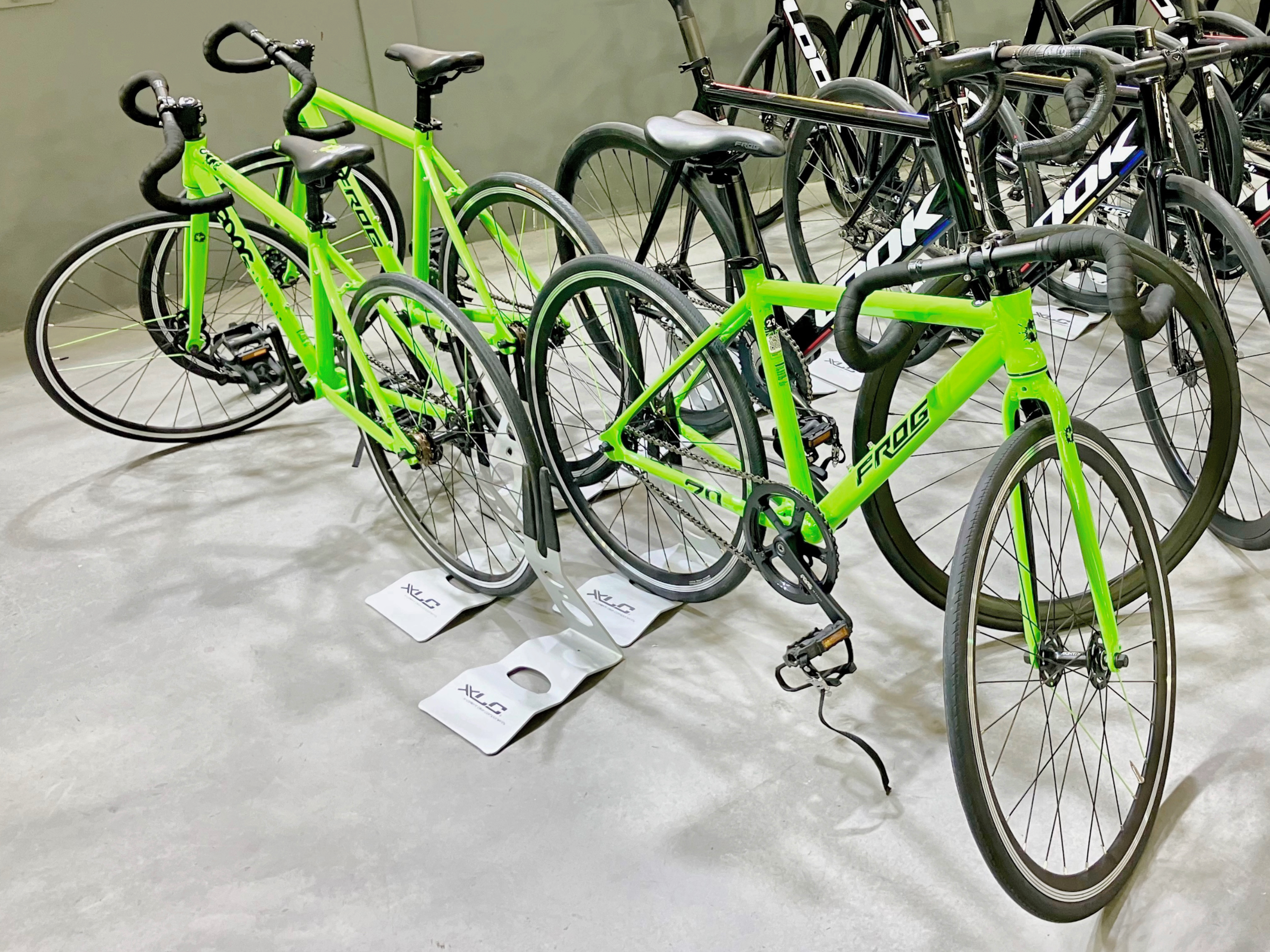
Vélos à pignon fixe de la marque anglaise Frog Bikes prêtés aux enfants de 6 à 12 ans qui viennent aux animations sportives et ludiques les mercredis et samedis. Contrairement aux vélos adultes, il n'y a pas de pédales automatiques mais des cale-pieds à l'ancienne.

- Les pistards qui font de la compétition peuvent venir s'entraîner au vélodrome et optimiser leurs performances.

- Le public peut faire des baptêmes de piste au vélodrome de Bretagne, en individuel, en groupe ou lors d'un séminaire[19]. Le vélo, le casque, les gants et les chaussures sont fournis. Il est également possible de faire du vélo santé et bien-être lors de séances de sport adaptées à tous les niveaux.

Le comité de Bretagne de Cyclisme propose également du Sport santé à raison de 4 cours par semaine, encadré par un Coach Vélo Santé. 

## Activités économiques
- Visite guidée : un agent de Loudéac communauté propose de découvrir pendant une heure les coulisses du Vélodrome de Bretagne.
- Le Vélodrome Bretagne est un lieu atypique capable d'accueillir tout types d’événements par la grandeur de ses espaces et son ambiance chaleureuse, propice à l'organisation de Salons, de forums, de séminaires et d'assemblées générales. Pour cela, différents espaces peuvent répondre aux demandes des entreprises : l'aire centrale (1 000 m2), la salle de séminaire (70 m2), la salle de « vidéo-débriefing » (40 m2), la salle régie (40 m2) et le hall d'accueil (200 m2).
- En 2024, le Vélodrome de Bretagne a accueilli de nombreux événements comme le « Salon de l'Habitat » organisé par l'En Avant Guingamp, le « Forum de l'emploi » organisé par Loudéac Communauté, le Téléthon organisé par À fond La Vie, …

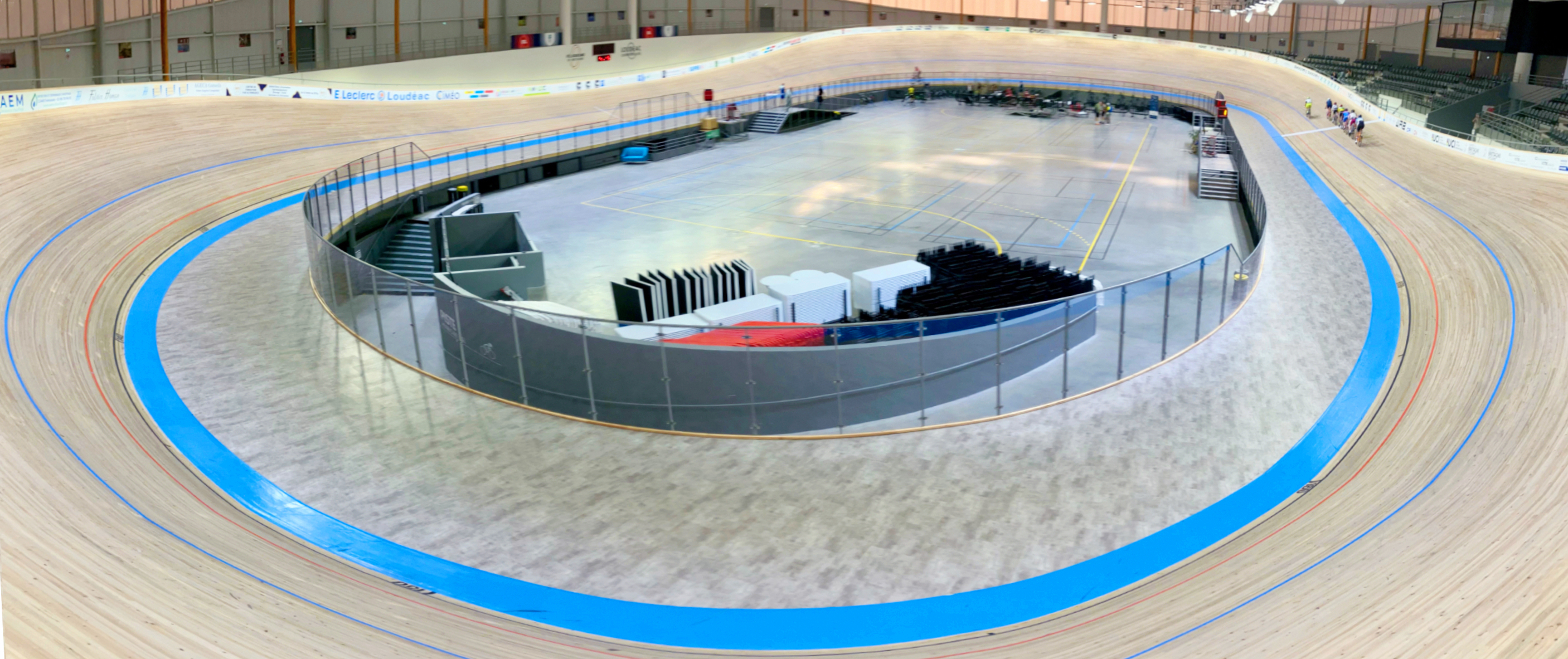
La piste Henri Caresmel du vélodrome de Bretagne dont l'aire centrale de 1000 m2 peut accueillir des compétitions sportives et des événements (Salons, expositions, séminaires, conférences, concerts, réunions …).